# Буа-дю-Казье

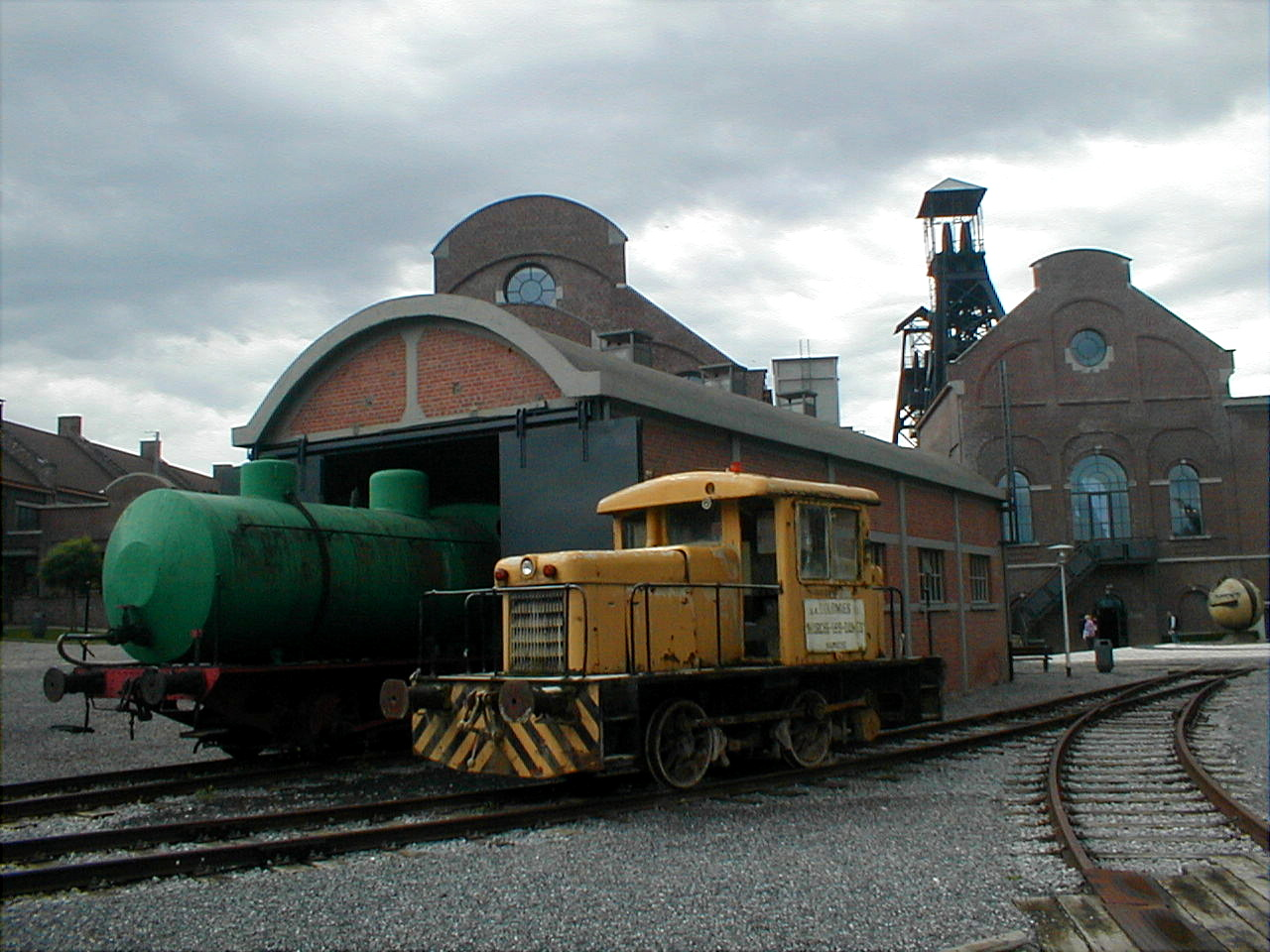
Экспозиция промышленных локомотивов

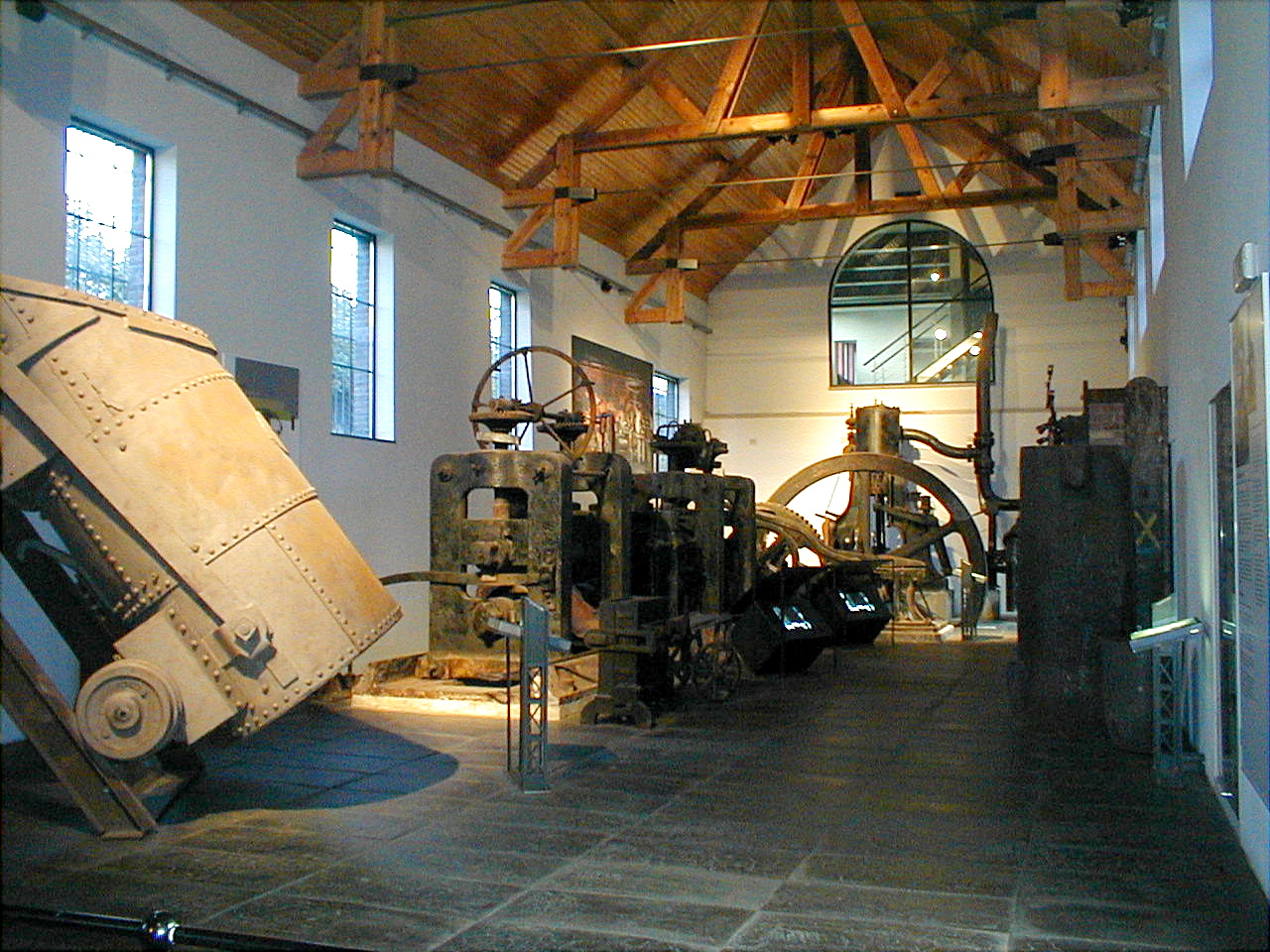
Один из залов музея промышленности

Буа-дю-Казье (фр. Bois du Cazier) — бывшая угольная шахта в Шарлеруа (район Марсинель, до 1977 года бывший самостоятельной коммуной), Бельгия. Шахта печально известна как место, где в 1956 году произошла самая большая катастрофа в истории горного дела Бельгии. В настоящее время бывшая шахта является музейно-мемориальным комплексом, посвящённым истории промышленности Валлонии и катастрофе 1956 года. В 2012 году вместе с тремя другими историческими шахтами Валлонии Буа-дю-Казье была внесена в список Всемирного наследия ЮНЕСКО.

## Катастрофа 8 августа 1956 года
8 августа 1956 года на глубине 975 метров в шахте возник пожар. Непосредственной причиной пожара стала человеческая ошибка: рабочий неправильно разместил вагонетку в клетке грузового лифта. Когда лифт пришёл в движение, вагонетка задела и сломала деревянную балку крепи, что, в свою очередь, привело к разрыву электрических кабелей и трубопровода, предназначенного для масла гидравлических машин, использовавшихся в шахте. Масло сразу же загорелось. Пожар быстро распространился по шахте.
Из 275 горняков, находившихся под землёй в момент начала пожара, выжило всего тринадцать человек.
Среди погибших бельгийцы составляли меньшинство (95 человек), большую же часть составляли гастарбайтеры, преимущественно итальянцы (136 человек) и представители ещё десяти других национальностей. Катастрофа привела к изменению структуры иммиграции в Бельгию. До катастрофы бо́льшую часть трудовых мигрантов составляли итальянцы. В 1946 году Бельгия и Италия заключили договор о трудовой миграции, в результате которого в Бельгию на временное или постоянное жительство приехало примерно полмиллиона итальянцев, прежде всего для работы в шахтах. Вскоре после катастрофы итальянское правительство прекратило сотрудничество с Бельгией в области трудовой миграции, в результате чего поток итальянских трудовых мигрантов иссяк. После этого Бельгия стала привлекать для работы в шахтах трудовых мигрантов из Греции, Испании, а позднее — Турции и Марокко.
Хотя непосредственной причиной катастрофы была человеческая ошибка, косвенной причиной являлось устаревшее техническое состояние шахты. К тому времени в горной промышленности Бельгии уже начинался кризис (который впоследствии привёл к её полному исчезновению), что привело к недостаточным инвестициям и, как следствие, к плохому техническому состоянию оборудования.

## История шахты после закрытия
Шахта была восстановлена после катастрофы и эксплуатировалась ещё десять лет до полного закрытия в декабре 1967 года. В 1985 года организация итальянцев-бывших шахтёров (многие из них не вернулись в Италию и остались в Бельгии навсегда) начала сбор подписей за сохранение комплекса шахты. Петиция, собравшая тысячи подписей, была передана городским властям Шарлеруа. В результате этой инициативы 28 мая 1990 года бывшей шахте был присвоен статус памятника истории. В течение девяностых годов комплекс бывшей шахты был реконструирован и превращён в музейно-мемориальный центр. Здесь размещены музей стекла, музей промышленности и мемориальный музей катастрофы 1956 года.
В июне 2012 года в ходе своей 36 сессии Комитет Всемирного Наследия ЮНЕСКО присвоил статус памятника Всемирного наследия четырём бывшим шахтам Валлонии, в том числе и Буа-дю-Казье.